# Santuario della Madonna delle Grazie (Legnano)
Il santuario della Madonna delle Grazie è un luogo di culto cattolico di Legnano. Fu intitolato alla Madonna delle Grazie per un miracolo occorso a due ragazzi sordomuti.

## Storia

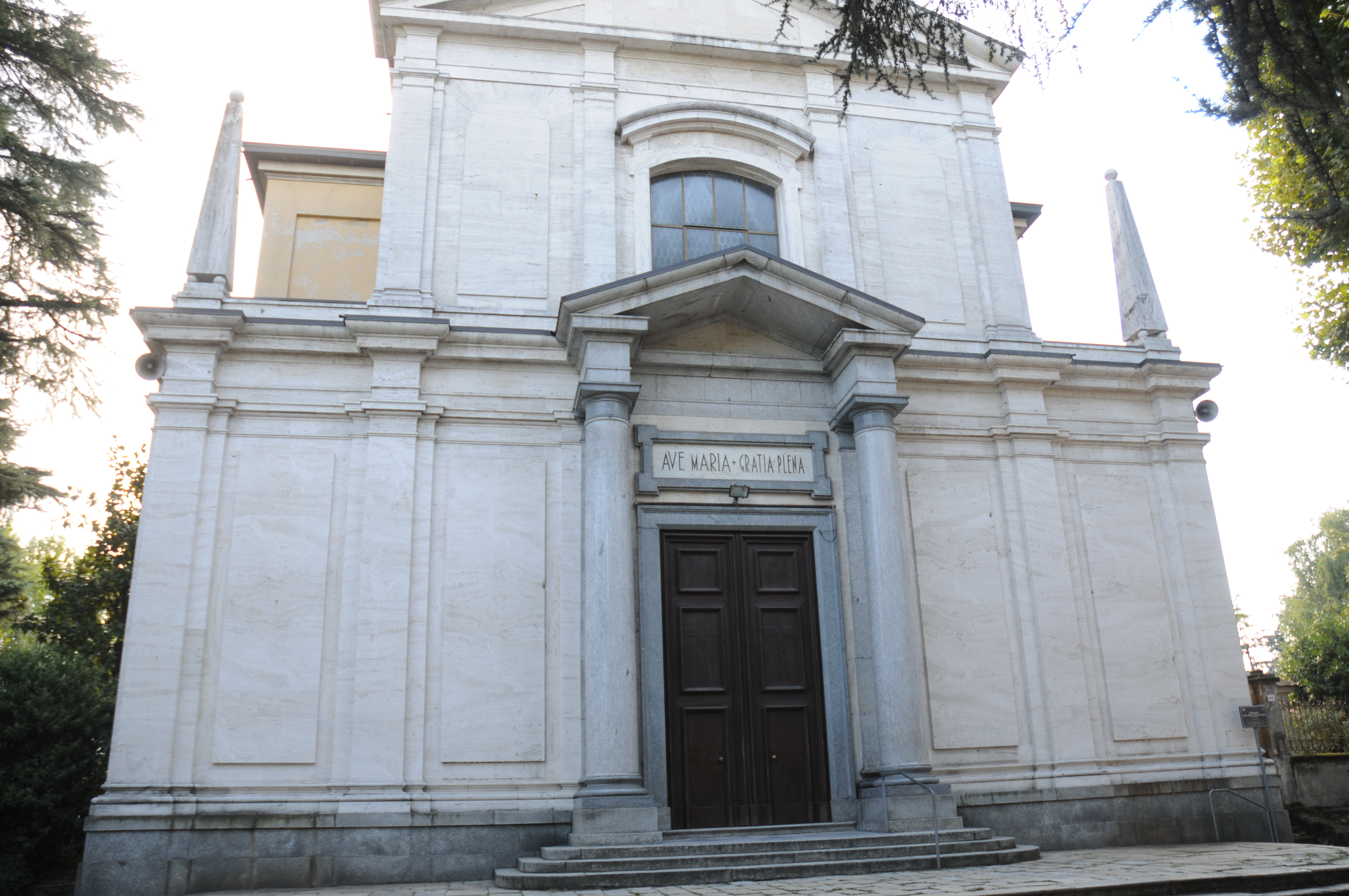
La facciata del santuario

La costruzione del santuario è legata ad un miracolo occorso a due ragazzi sordomuti. In corrispondenza di una via che costeggiava l'Olona e che si staccava dall'attuale corso Magenta (all'altezza delle scuole "Bonvesin de la Riva"), c'era una piccola cappelletta su cui era dipinto un affresco della Madonna con il Bambino, San Rocco e San Sebastiano. Risaliva al XVI secolo e fu affrescata nel 1575 a protezione dei legnanesi contro la peste. Verso la fine del XVI i due figli sordomuti di un ricco proprietario si ripararono, nel corso di un forte temporale, sotto la piccola tettoia a riparo dell'affresco. Ad un certo punto la Madonna apparve e disse: "[...] Dite a vostro padre, che ha i mezzi per farlo, di costruire qui un portichetto, così voi potete ripararvi meglio [...]". Al loro ritorno a casa, raccontarono l'accaduto facendo gridare al miracolo i genitori. In seguito a questo fatto, si moltiplicarono a Legnano le donazioni, tant'è che i fondi raccolti furono sufficienti a costruire addirittura una chiesa. Dopo l'edificazione, che durò dal 1582 al 1583, il tempio fu oggetto di pellegrinaggi. Questi ultimi fatti portarono alla necessità di costruire una chiesa più grande.
Nel 1610, dopo l'autorizzazione del cardinal Federico Borromeo, iniziò la progettazione di un nuovo tempio. La prima soluzione fu una chiesa a pianta ottagonale con un'imponente cupola a spicchi. I legnanesi rifiutarono però la proposta, pensando che fosse un progetto troppo ambizioso, e ripiegarono su un semplice edificio a pianta quadrata con spigolo di 9 m. La prima pietra fu posata il 4 ottobre 1611. Nel 1614, durante i lavori di costruzione, la cupola crollò. Per tale motivo il progetto fu cambiato e venne deciso di costruire una chiesa con pianta a croce greca con 4 cappelle laterali. Alla fine, poco prima dell'inizio dei lavori, il progetto venne modificato per l'ultima volta. Quest'ultimo ora prevedeva una chiesa dotata di 3 cappellette per alto. I lavori terminarono nel 1650. Per l'aspetto definitivo del santuario, i progettisti si ispirarono alla Chiesa del Gesù di Roma.

## La chiesa e le opere artistiche

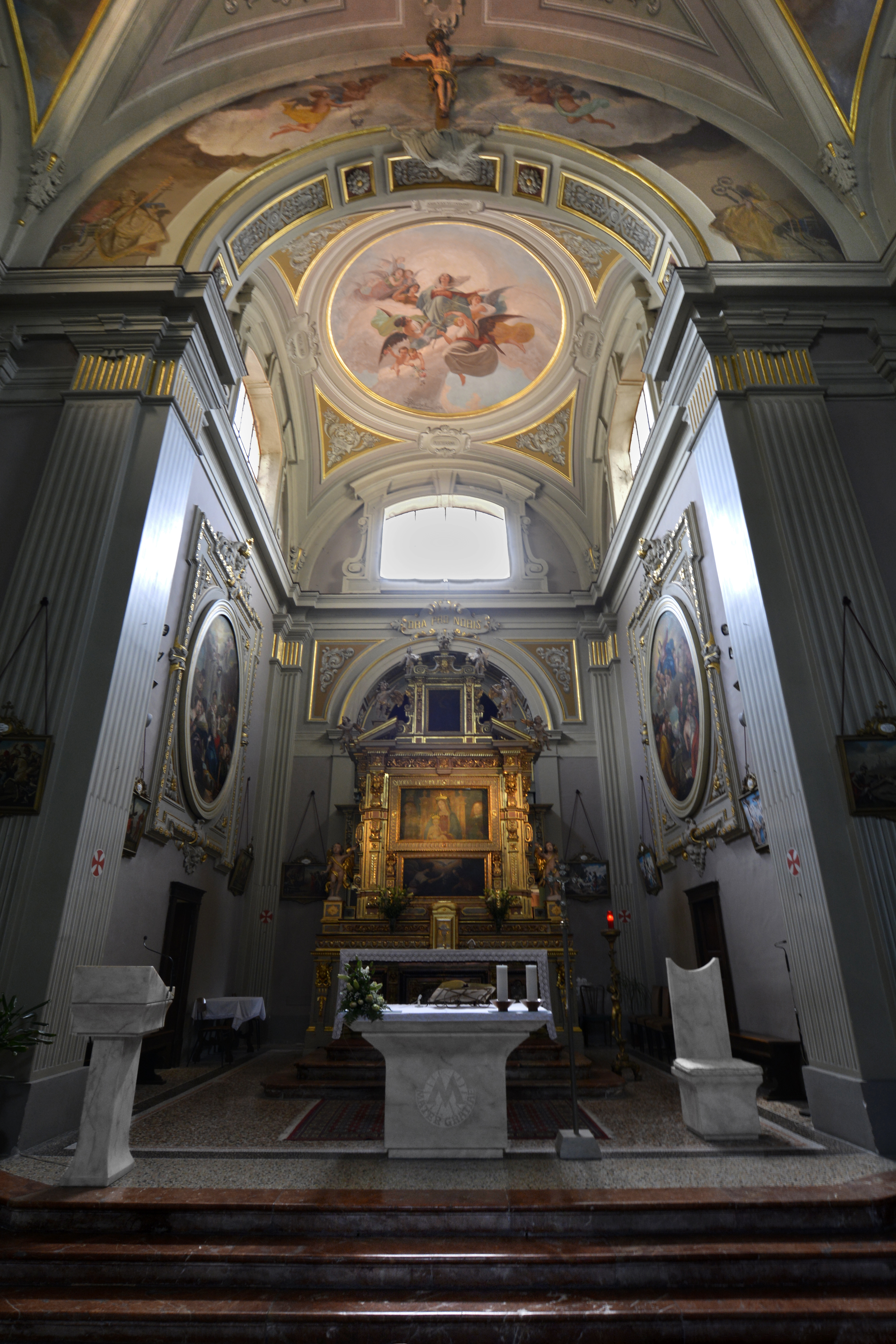
Il presbiterio

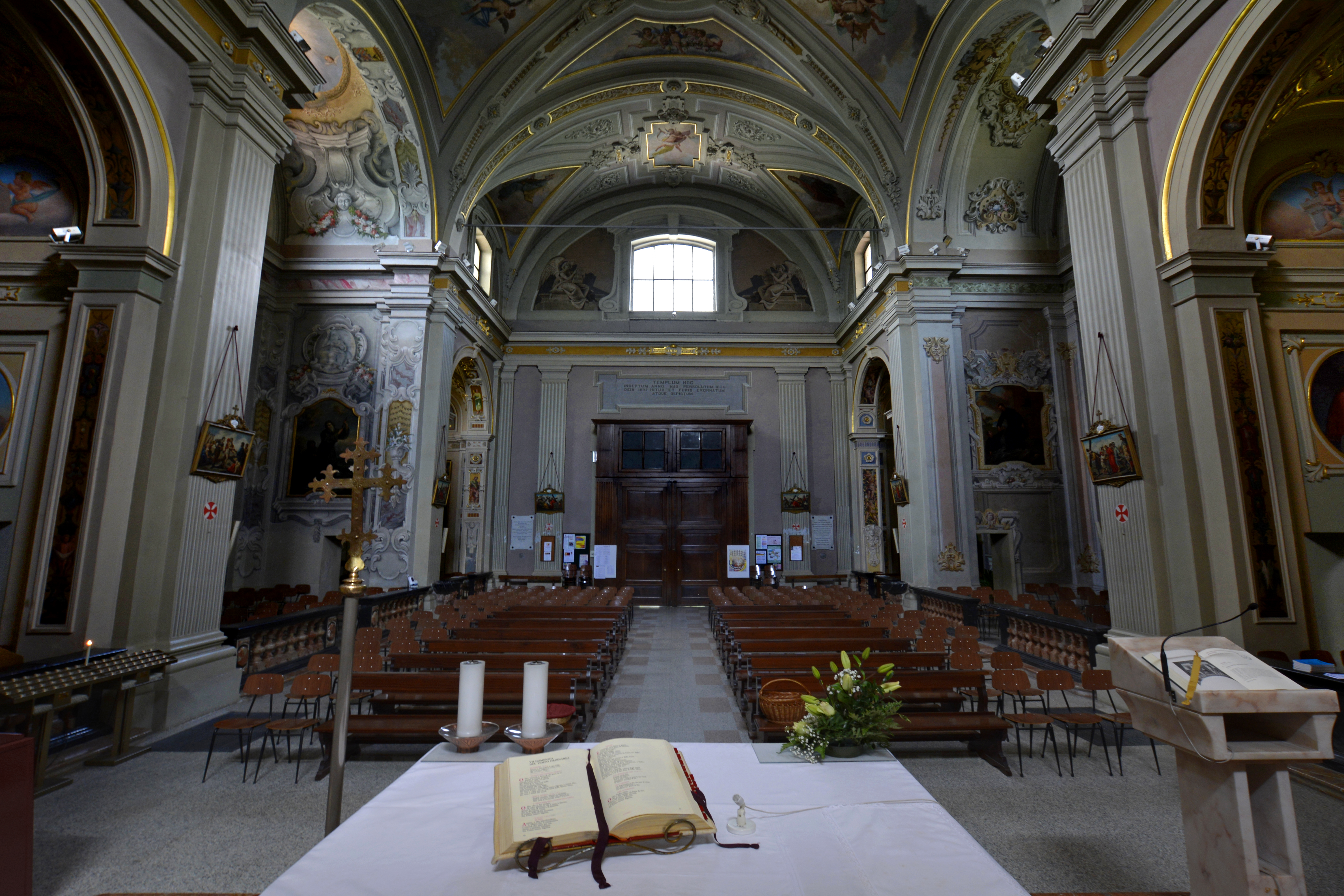
Interno del santuario

L'edificio ha una navata principale con 3 cappelle sul lato sinistro e due sul lato destro. Sulla facciata fu costruito un grande portico sostenuto da due colonne. Quest'ultimo fu demolito nel 1863 durante il rifacimento della facciata. Durante i lavori fu realizzata una facciata in cotto. Nel 1936 fu ripristinata l'originale copertura in marmo e fu realizzato un nuovo portico caratterizzato da un dipinto della Madonna apparsa ai bambini sordomuti.
La chiesa è ricca di opere d'arte. Notevole è l'altare con decorazioni dorate. Le pareti prospicienti l'altare sono arricchite da due quadri di Francesco Lampugnani rappresentanti l'Annunciazione e la Visitazione di Maria. Nel presbiterio sono esposti due preziose tele del Legnanino provenienti dalla chiesa della Madonnina dei Ronchi. Sono importanti anche i diversi affreschi della cupola raffiguranti l'Assunzione di Maria e delle cappelle, che invece raffigurano San Gaetano a San Giovanni Bosco. Notevoli sono alcuni quadri del Settecento situati nella cappellina centrale di destra, che è dedicata a Sant'Antonio Abate. La cappella di fronte è invece intitolata a San Mauro. Le due cappelle all'ingresso sono arricchite da affreschi dei fratelli Turri. Nella prima cappella di destra è ospitato una tela opera di Biagio Bellotti che raffigura San Francesco Saverio. La cappella di fronte è intitolata a Sant'Anna. I quadri e le decorazioni della volta di quest'ultima cappella sono anch'essi dei fratelli Turri.